# Haličsko-volyňské království
Haličsko-volyňské knížectví (starobělorusky Галицко-Волинскоє Королѣвство), povýšené roku 1253 na království (starobělorusky Галицько-Волинське князівство, latinsky Regnum Galiciæ et Lodomeriæ) a známé jako království Rusi (starobělorusky Королѣвство Русь, latinsky Regnum Russiae), byl středověký státní útvar ve Východní Evropě vzniklý po rozpadu Kyjevské Rusi na územní dnešní Volyně. Vedle Novgorodské republiky a Vladimirsko-suzdalského knížectví byla Haličsko-volyňský stát nejsilnějším státem na Rusi v době 13.–14. století. Zhruba v letech 1246–1253 a poté 1259–1349 bylo království podřízeno Zlaté hordě.

## Administrativní členění
- Volyňské knížectví
- Haličské knížectví
- Přemyšlské knížectví
- Belžské knížectví
- Chełmské knížectví
- země Berestje
- Černá Rus
- Kyjevské knížectví (1230–1240)
- Turovské knížectví
- Zakarpatsko (1280–1320?)

## Historie
Haličsko-volyňské knížectví vzniklo v roce 1199, kdy Roman Mstislavič sjednotil knížectví haličské a volyňské pod svojí vládou.
V roce 1253 se korunovací Romanova syna Daniela Romanoviče Haličského se Haliče-Volyň stala načas královstvím. Daniel Haličský ve snaze odolat Zlaté hordě usiloval o sblížení se Západem a na znamení přízně obdržel od papeže královský titul. Daniel přenesl sídlo do dnešního Chełmu (1237) a založil několik měst, mezi jinými také Lvov (1256), nazvaný podle jeho syna Lva), který byl od roku 1272 sídelním městem.

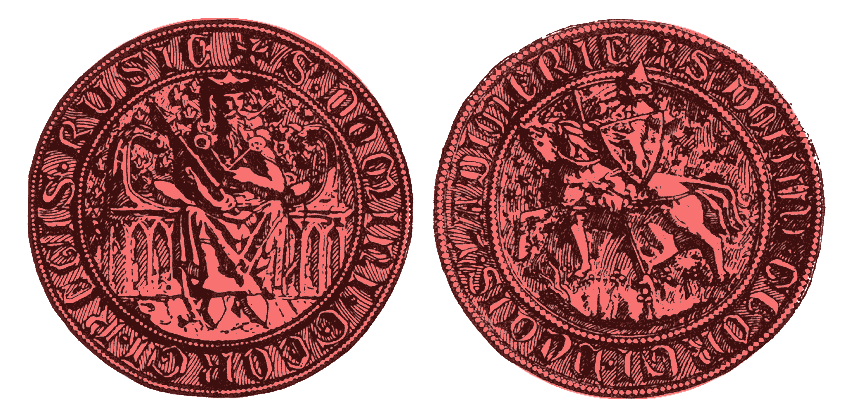
Avers a revers mince s pečetí Jiřího I. (1301–1308)

Po Lvově smrti v roce 1301 nastal postupný úpadek a království se stalo předmětem zájmu Polska, Litvy a Uher. Ve 20. letech 14. století vymřela panující větev zdejších Rurikovců. V roce 1349 zemi dobyl polský král Kazimír III. Veliký a připojil ji k Polsku jakožto Ruské, Volyňské a Belžské vojvodství.
V roce 1772 v rámci prvního dělení Polska navázala na tradici tohoto dávného státu nově zřízená rakouská korunní země Království Haličské a Vladimiřské a oblast byla nazývána jako Halič.

## Symbolika

země království Rusi:
Volyňské knížectví
Haličské knížectví
Belžské knížectví
Přemyšlské knížectví